# Raksabaya
Raksabaya is een bestuurslaag in het regentschap Ciamis van de provincie West-Java, Indonesië. Raksabaya telt 3442 inwoners (volkstelling 2010).